# Autofreies Wohnen
Mit dem Begriff Autofreies Wohnen bezeichnet man zum einen die Errichtung von Siedlungen, Siedlungsteilen oder Wohnanlagen, bei denen der Autoverkehr weitgehend herausgehalten wird, und auch keine entsprechenden Stellplätze für die Bewohner zur Verfügung gestellt werden; zum anderen ist das Wohnen in denselben gemeint. Es wird dabei unterschieden zwischen autofreien, autoreduzierten, optisch autofreien und stellplatzfreien Stadtquartieren.
Da derartige Projekte den örtlichen Stellplatzverordnungen meist zuwiderlaufen (Ausnahme zum Beispiel in Berlin: keine Stellplatzpflicht gem. § 50 BauOBln), versucht man, die Bewohner solcher Siedlungen vertraglich an die Autofreiheit zu binden bzw. als Vereine zu organisieren, in denen die Kernanforderung an die Mitglieder der Verzicht auf das eigene Auto ist. Durch die Einsparung von Zufahrten und Stellplätzen können die Gesamtbaukosten merklich reduziert werden. Auch der Flächenverbrauch ist wesentlich geringer. Bereits bei Wohnanlagen mit mehr als acht mittelgroßen Wohnungen kann die notwendige Stellplatzfläche größer sein als die Mindestabstandsflächen der Landesbauordnungen. Die gebauten Siedlungen haben eine hohe Außenraumqualität. Vor allem öffentliche und halböffentliche Bereiche können intensiver genutzt werden, da sie nicht von Autos blockiert werden. Zu den weiteren Vorteilen autofreien Wohnens zählen Sicherheits- und Gesundheitsaspekte (Luftqualität, Lärm u. a.) Nachteilig ist die eingeschränkte Bequemlichkeit und ein möglicher Verlust von Arbeitsplätzen in der Autoindustrie.

## Geschichte

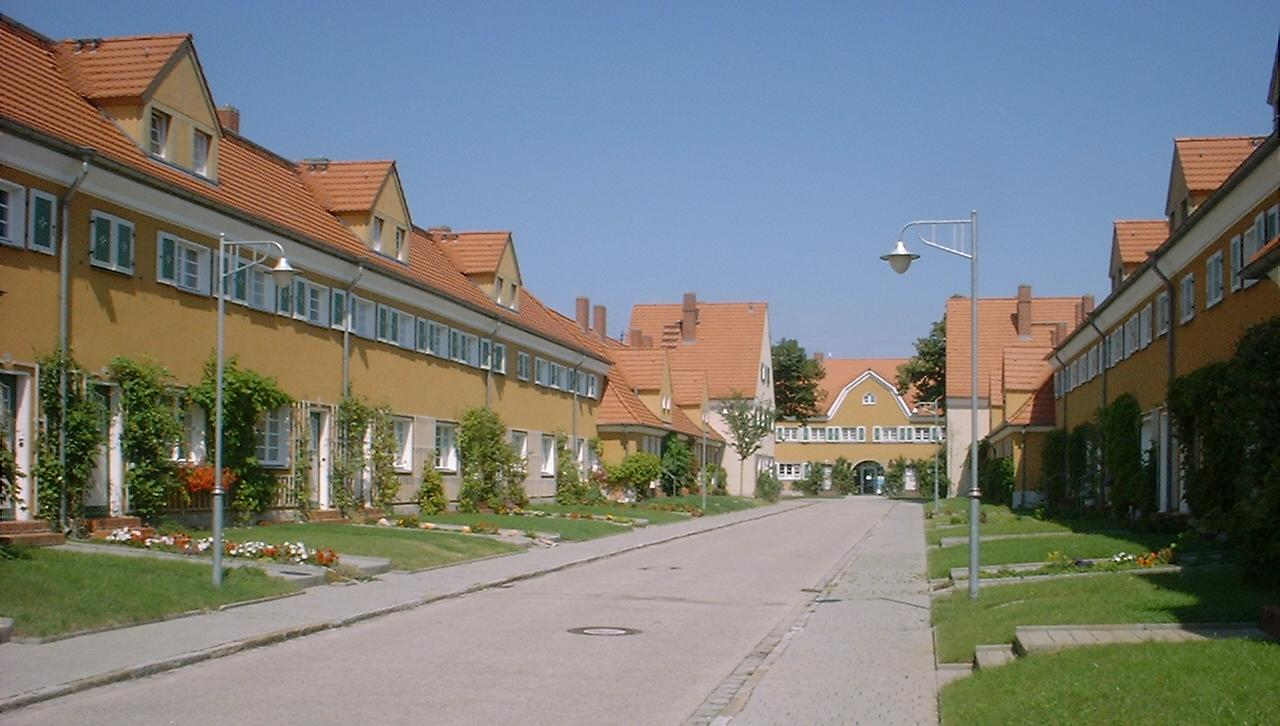
Autofreie Werkssiedlung Wittenberg-Piesteritz

Ältere Beispiele des autofreien oder autoarmen Wohnens stammen aus der Zeit, als es ohnehin noch keine Massenmotorisierung gab. Eine der größten autofreien Wohnsiedlungen Deutschlands ist etwa die 1916–19 entstandene und anlässlich der Expo 2000 sanierte Werkssiedlung Piesteritz in Wittenberg. In der Siedlung Römerstadt des neuen Frankfurt in den 1920er Jahren wurden einige Straßen so ausgelegt, dass diese für den motorisierten Verkehr unattraktiv sein sollten. So wurde bevorzugt, Straßen enger zu gestalten und für den Gegenverkehr nur Wartebuchten vorzusehen. Eine vollkommene Aussperrung des motorisierten Verkehrs wurde mit Verweis auf den Müllwagen und Möbellaster für Umzüge jedoch abgelehnt.
In der DDR war es eine übliche Planungspraxis, die Stellplätze von der eigentlichen Wohnnutzung zu trennen – ohne dass man dies ausdrücklich als „autofreies“ oder „autoarmes Wohnen“ bezeichnete. In den typischen Großwohnsiedlungen der 1970er- und 80er-Jahre (WBS 70) stehen oft Häuserblocks mit hunderten Wohnungen an schmalen Straßen mit nur wenigen Stellplätzen oder gar an reinen Fußwegen. Stattdessen wurden zentrale Anlagen zum Parken (etwa Garagenhöfe) am Rand des jeweiligen Gebietes angeordnet. Ohnehin war der Anteil der Autobesitzer viel geringer. Wichtiger war daher, die Siedlungen mit öffentlichen Verkehrsmitteln zu erschließen, die in einem dichten Takt fuhren.

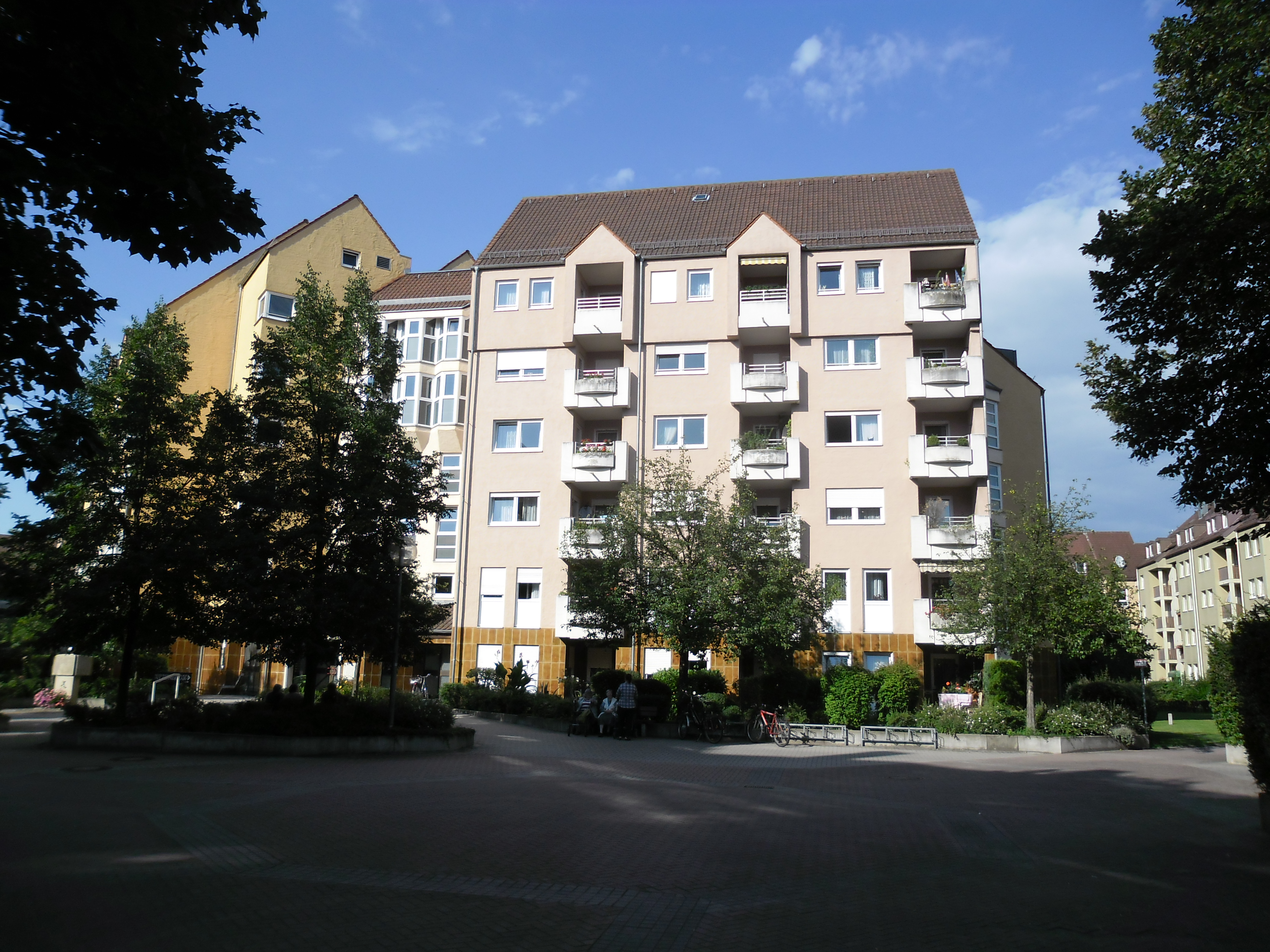
Erstes autofreies Gebiet in Deutschland: Das Baugebiet P in Nürnberg-Langwasser

Die Anfänge des autofreien Wohnens im heutigen Sinne reichen in die 1970er-Jahre zurück. Damals versuchten autobesitzende Familien, im Alltag für einen begrenzten Zeitraum ohne ihr Auto zu leben. Daraus entstand die Idee, ein diesem Lebensstil adäquates Wohnumfeld zu schaffen – autofreie Siedlungen. Das 1976–87 angelegte Baugebiet P in Nürnberg-Langwasser war das erste autofreie Wohngebiet in der Bundesrepublik Deutschland.
In den 1990er-Jahren wurden erste größere Pilotprojekte in Amsterdam-Westerpark (Initiierung 1992, Fertigstellung 1997) und Wien-Floridsdorf (Initiierung 1995, Fertigstellung Dez. 1999) realisiert.

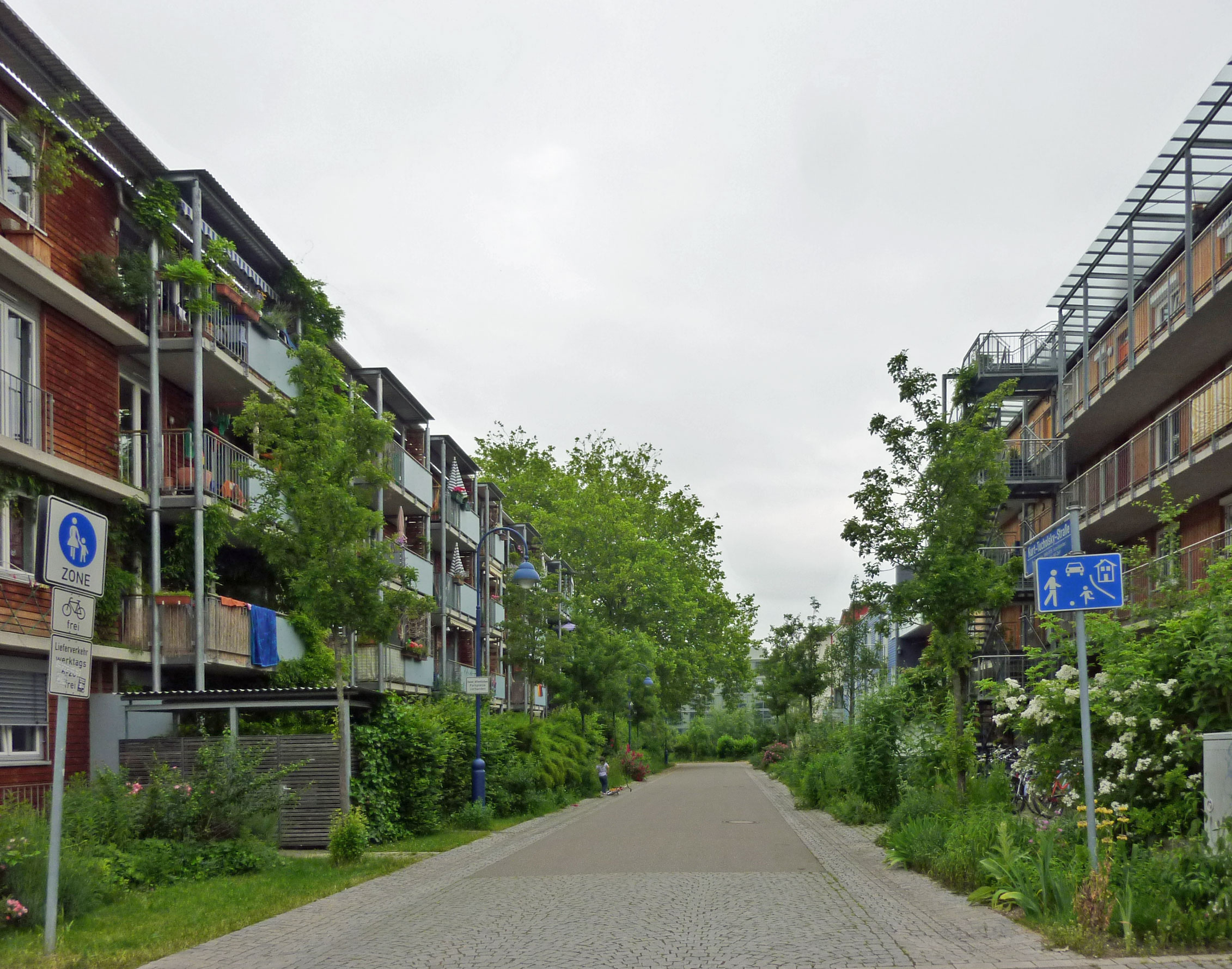
Verkehrsberuhigter Bereich im teilweise autofreien Quartier Vauban, Freiburg im Breisgau

Die ersten realisierten Autofrei-Wohnen-Projekte in Deutschland lagen in
- Nürnberg-Langwasser (Baugebiet P, Initiierung Anfang der 1970er, Baubeginn 1976, Fertigstellung von 1978 bis 1987, etwa 3.200 Einwohner bei rund 900 Wohneinheiten (1990))[12]
- München-Riem (Fertigstellung des ersten Eigentümer-Projektes Sept. 1999[13])
- Hamburg-Winterhude (Siedlung Saarlandstraße: Eigentumswohnungen und Mietwohnungen in einer Genossenschaft, Initiierung 1992, Fertigstellung der ersten Bauabschnitte 2000, seit 2008 weitere Bauabschnitte im Bau[14][15])
- Freiburg-Vauban (Initiierung um 1994, Baubeginn der ersten neuen Häuser 1998)
- Köln-Nippes (Siedlung Stellwerk 60: Einfamilienhäuser, Eigentums- und Mietwohnungen, Fertigstellung der ersten Bauabschnitte 2006, der letzten 2012)[16]
- Münster (Weißenburgsiedlung: Initiiert auf Landesebene, Erstbezug 2001, jetzt 189 Wohnungen, )

Die Umsetzung solcher Projekte erscheint am sinnvollsten in Lagen, die sich innenstadtnah befinden und gut an öffentliche Verkehrsmittel angeschlossen sind. Mittlerweile gibt es in zahlreichen Städten Europas bereits gebaute Anlagen und Initiativen für weitere Projekte. Das Wohnen in derartigen Bereichen wird als Gewinn für die Lebensqualität empfunden.
77,1 % der privaten Haushalte in Deutschland besaßen 2008 mindestens ein Auto. In Großstädten wie z. B. Berlin und Hamburg hat nur etwa jeder zweite Haushalt einen PKW. In den Innenstadtgebieten ist die Autofreiheit deutlich höher als in den Randbezirken, wo das ÖPNV-Angebot weniger dicht ist.

## Stellplatzverordnung
In einigen Bundesländern (z. B. in Brandenburg) wurden die Landesbauordnungen in den letzten Jahren dahingehend geändert, dass eine landesweit einheitliche Stellplatzpflicht nicht mehr besteht. Stattdessen können die Gemeinden Stellplatzsatzungen erlassen. Eine Verpflichtung zum Bau von Stellplätzen besteht dann nur noch in Gemeinden, die von dieser Ermächtigung Gebrauch machen. Teilweise werden aus verkehrspolitischen Gründen in gut mit dem ÖPNV erschlossenen Gebieten keine Mindestzahlen für die Schaffung von PKW-Stellplätzen mehr festgelegt. In Innenstadtbereichen werden zum Teil sogar Höchstzahlen für PKW-Stellplätze festgelegt, um den Kraftfahrzeugverkehr zu reduzieren.